# アベラヒデノブ
アベラ ヒデノブ（本名：阿部羅 秀伸、1989年3月1日 - ）は、日本の俳優・映画監督。BABEL LABEL（映像作家）、METEORA（俳優）所属。アメリカ合衆国・ニューヨーク出身。大阪府大阪市育ち。身長163cm。

## 来歴
アメリカ合衆国・ニューヨーク生まれ。3歳の時に帰国、以来関西で育つ。
大阪芸術大学芸術学部映像学科卒業。2012年、卒業制作として製作した映画『死にたすぎるハダカ』が、同大学の学科賞を受賞。日本ポストプロダクション協会主催の「JPPA AWARDS2012」の学生部門の映像技術にて奨励賞を受賞。カナダ・モントリオールで開催のファンタジア国際映画祭に入賞する。
同年、映像メディアに特化したディレクター集団「BABEL LABEL」に参加。監督として映像制作を続けるほか、カクタスに所属し、俳優・音楽活動など、ジャンルにこだわらず幅広く活動している。

## 出演

### 映画
- あの娘はサブカルチャーが好き（2013年4月6日、谷口恒平監督）[1][2][3]
- ある戦士たちの放課後（2013年7月13日、藤井道人監督）[4]
- 眠れる美女の限界（2014年3月15日、二宮健監督） - ブッチ 役[5][6][7]
- 大童貞の大冒険（2014年3月15日、二宮健監督） - 主演・太朗 役[8][9][10][11]
- SLUM-POLIS（2015年9月26日、二宮健監督） - 主演・サダ・アス 役[12][13][14][15]
- 7s（2015年11月7日、藤井道人監督） - 主演・サワダ 役[16][17][18][19]
- のりおくんとまっきーにゃ。（2017年1月29日、安藤光造監督） - 主演・山田のりお 役[20][21][22][注釈 1]
- うふふん下北沢（2017年、園子温監督）- 主演・ゲン 役
- 獣道（2017年、内田英治監督） - 勝弥 役
- 神さまの轍-CHECKPOINT OF THE LIFE-（2018年、作道雄監督） -上田雅道 役[23][24]
- ローカル・ルール（2017年公開、二宮健監督）- 主演・アベラ 役
- ワルツ（2017年公開、戸田彬弘監督）- 堤拓也 役
- 酒蔵（2017年、安藤光造監督） - 主演・石井利幸 役
- 関ヶ原（2017年、原田眞人監督） - 島津兵 役
- 曇天に笑う（2018年、本広克行監督） - 与之助 役
- 名前（2018年公開、戸田彬弘監督）- 水井 役
- ただ・いま（2018年公開、辻秋之監督）- 主演・白井道真 役
- 魔性尻 おまえが欲しい（2020年2月21日、ベビーブーム・マサ監督）- 主演・後藤日出男 役[25]
- 恋の墓（2020年9月25日公開、鳴瀬聖人監督）- 主演・堀川ユウタ 役[26]
- ヤクザと家族（2021年、藤井道人監督） - 松田翔也 役
- ポプラン（2022年1月24日、上田慎一郎監督）[27] - 吉田恭介 役
- 下着博覧会/『愛は無限大』（2021年、鳴瀬聖人監督）[28]
- 散歩時間〜その日を待ちながら〜（2022年12月9日） - 片岡つむり 役
- 夢の中（2024年5月10日、都楳勝監督） - 客 役[29]
- ゴーストキラー（2025年4月11日、園村健介監督） - 片山将輝 役[30]

### テレビ
- 昼のセント酒 第5話（2016年5月8日、テレビ東京） - オタク役
- 東京ヴァンパイアホテル 第2話（2017年、Amazonプライム） - H役
- SRサイタマノラッパー〜マイクの細道〜 第5・6・7・8話（2017年、テレビ東京） - 五福星・東役
- 日本をゆっくり走ってみたよ（2017年、Amazonプライム）
- 家、ついて行ってイイですか?（2019年、テレビ東京）
- おかえりモネ（2021年、NHK） - 木村慎一役
- 恋せぬふたり（2022年1月10日 - 3月21日、NHK総合） - 石川大輔 役[31]
- 藤子・F・不二雄 SF短編ドラマ『昨日のおれは今日の敵』（2023年4月23日、BSプレミアム・NHK BS4K） - 漫画家の助手 役
- ジャンヌの裁き 第5話（2024年2月9日、テレビ東京） - 駒村悠斗 役
- ゴールドサンセット 第1話（2025年2月23日、WOWOW） - 前島 役

### WEB
- 新聞記者 第6話（2022年1月13日配信、Netflix）- 社員 役

### 舞台
- 川辺市子のために（2015年8月27日-8月30日、チーズtheater公演）[32]
- 川辺市子のために・再演（2016年1月13日-1月17日、チーズtheater公演）[33]
- THE VOICE（2017年4月13日-4月16日、チーズtheater公演）

### DVD
- 超高速!ホットパンツロード（2015年2月27日発売・オルスタックソフト販売、夏目太一朗監督）
- 美女捨山（2017年2月3日発売・ニューセレクト、竹重洋平監督）[34]

### その他
- WEBCM　サントリーC.C.レモン『C.C.レモンマーチ』
- TVCM　メルカリ『こんな時メルカリ（売る）篇』
- TVCM　『ファイナルファンタジーXIV MEMORIES』
- ラジオCM 『中外製薬』
- TVCM　トヨタ『 シエンタ　低床＋ダイブイン篇』
- TVCM　富士フイルム『広瀬すず 戌年に犬と作る年賀状 篇』
- WEBCM　『ウーマン村本　オホーツクふれあい旅』
- TVCM　YAHOO! 『 YAHOO!防災』
- TVCM　マクドナルド『プレミアムアイスコーヒー』

## 主な監督・脚本作品

### 映画
- 死にたすぎるハダカ（2012年） - 監督・脚本・編集・主演
- 欲求不満おんせん♨（2012年） - 監督・脚本・編集・主演
- 死んだ魚のような目をした魚のような生き方はしない（2013年3月9日） - 監督・脚本・編集[35]
- 食いしん坊ちちぶ（2013年11月30日） - 監督・脚本・編集・出演
- 解禁記念日（2014年） - 監督・脚本・編集・出演
- ピンク・ライト・ヨコハマ（2014年） - 監督・脚本・編集・出演
- めちゃくちゃなステップで（2014年11月14日） - 監督・脚本・編集[36][37][注釈 2]
- ブーケなんていらない！（2015年） - 監督・脚本[38]
- 過ぎ去りし、我々。（2015年） - 監督・脚本・編集
- なんか、もういい（2015年7月5日） - 監督[39][注釈 3]
- ふしだらな町で、（2016年） - 監督・脚本・撮影
- 鼓動×∞（2017年1月28日） - 監督[20][21][22][注釈 1]
- 青の帰り道（2018年12月7日、藤井道人監督） - 共同脚本
- 想像だけで素晴らしいんだ -GO TO THE  FUTURE-（2019年1月26日） - 監督・脚本・編集・出演
- LAPSE ラプス「失敗人間ヒトシジュニア」（2019年2月16日）- 監督・脚本・編集・主演
- ジャパニーズ スタイル Japanese Style（2022年12月23日）- 監督・脚本・企画[40]

### ドラマ
- テレビ東京ドラマ25『日本ボロ宿紀行』
- 東海テレビ『背徳の夜食』汁だく牛丼編（演出・脚本）主演：橋本マナミ[41]
- 東海テレビ『背徳の夜食』背脂ラーメン編（演出）主演：北村有起哉[41]
- 東海テレビ『背徳の夜食』チーズタッカルビ編（演出）主演：石川恋[42]
- 東海テレビ『背徳の夜食』激辛ラーメン編（演出・脚本）主演：江上敬子[42]
- フジテレビ・FOD ドラマ『乃木坂シネマズ』主演：与田祐希『嗚呼！素晴らしきチビ色の人生』（監督・脚本・出演）
- NHK BS4K『歩くひと』
- テレビ東京ドラマ25『東京放置食堂』（全話監督）
- ABCテレビ『ムショぼけ』（監督・脚本）主演：北村有起哉[43]
- WOWOW『今どきの若いモンは』（脚本）
- テレビ東京ドラマ24『量産型リコ -プラモ女子の人生組み立て記-』（監督）主演：与田祐希
- フジテレビ「劇団Nobody Knows」『関ジャニ∞の あとはご自由に』（脚本助手）脚本・監督・演出：北村有起哉[44]
- MBSドラマイズム『往生際の意味を知れ!』（監督）主演：見上愛、青木柚
- BSテレ東土曜ドラマ9『たそがれ優作』（監督）主演：北村有起哉
- 関西テレビ火ドラ★イレブン『あの子の子ども』（監督）主演：桜田ひより、細田佳央太[45]
- 朝日放送テレビ・テレビ朝日『いつか、ヒーロー』（監督）主演：桐谷健太[46]

### CM
- KIREIMO『毛の恋いも今日でサヨナラ』
- 週刊少年チャンピオン

『CMリベンジマッチ』篇
『恋の予感』篇
『刃牙』篇
『ハリガネサービス』篇
『弱虫ペダル』篇
- ケンタッキーフライドチキン『秘伝のタレ伝説』篇
- レインズインターナショナル　牛角『早口言葉』篇
- ポッカサッポロ『辛王』

### MV
- フレデリック『アウトサイドの海』
- 怒髪天『喰うために働いて 生きるために唄え!（クッキングver）』
- Heartbeat『酔いちくれDISCO feat.餓鬼レンジャー』

### その他
- WEB配信  LOTTE SWEET FILMS「MY NAME」（ロッテコアラのマーチとのコラボレートショートフィルム）

## 受賞歴
- 2012年

『死にたすぎるハダカ』
ファンタジア国際映画祭 - 長編コンペティション部門入賞
福井映画祭2012 - グランプリ（観客賞）
JPPA AWARDS2012 - 奨励賞（学生部門映像技術）
『欲求不満おんせん♨』
第二回池袋映画祭 - グランプリ（観客賞）
『大童貞の大冒険』
第13回TAMA NEW WAVE - ゲストコメンテーター男優賞
第15回京都国際学生映画祭 - 観客賞
- 2013年

『死んだ魚のような目をした魚のような生き方はしない』
横濱HAPPY MUS!C映画祭 - コンペティション長編部門優秀作品
- 2014年

『めちゃくちゃなステップで』
Short Short Film Festival2014&Asia - UULAアワードグランプリ